# Aon plc
Aon ist ein irisches Unternehmen mit Sitz in Dublin und operativer Hauptzentrale in London, das im Versicherungswesen und in der Risikomanagementbranche tätig ist.
Das Unternehmen ist an der New York Stock Exchange notiert und im Aktienindex S&P 500 gelistet. Es beschäftigt international über 66.000 Mitarbeiter.
Der zweitwichtigste Standort des Unternehmens befindet sich in Chicago im Aon Center, der bis 2012 auch der Hauptsitz war. In Los Angeles arbeiten die Mitarbeiter des Unternehmens im Aon Center der Stadt.
Bei dem Firmennamen AON handelt es sich  nicht, wie man vermuten könnte, um die Abkürzung eines längeren Namens; mit aon ist hier ein Wort aus der schottisch-gälischen Sprache gemeint, auf Deutsch etwa eins oder einer (englisch: one).

## Geschichte

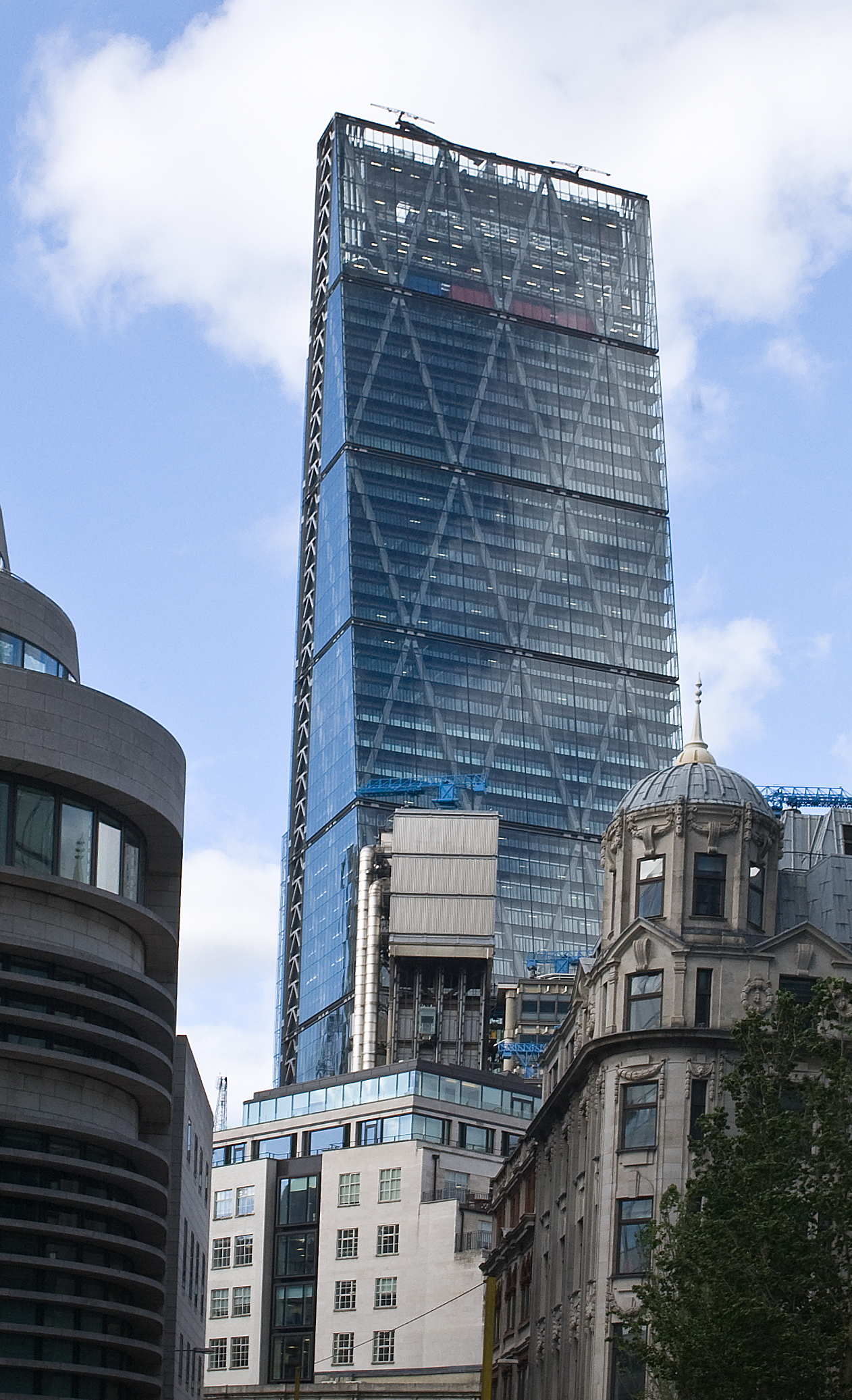
Sitz in London

Aon Corporation entstand im Jahr 1982 aus der Fusion der US-amerikanischen Versicherungsunternehmen Ryan Insurance Group (gegründet von Pat Ryan in den 1960er Jahren) und Combined International Corporation (gegründet von W. Clement Stone im Jahr 1919).
Bei den Terroranschlägen am 11. September 2001 starben 175 Mitarbeiter des Unternehmens im südlichen Hochhaus des World Trade Center.
Im August 2008 erwarb das Unternehmen das britische Versicherungsunternehmen Benfield Group aus London. Tochterunternehmen in Deutschland ist Aon Jauch & Hübener in Hamburg.
Im Oktober 2010 wurde die 4,9 Milliarden US-Dollar teure Übernahme von Hewitt Associates abgeschlossen.
Anfang 2012 verlegte das Unternehmen Sitz und Konzernführung nach London. Dort bezog das Unternehmen 10 der 48 Stockwerke des 225 Meter hohen Leadenhall Building (auch als „The Cheesegrater“ bekannt). Der von Aon genutzte Teil des Gebäudes wird als The Aon Centre bezeichnet. Ende 2019 verlegte das Unternehmen wegen des bevorstehenden Brexits und damit verbundener regulatorischer und steuerlicher Nachteile seinen Sitz von London nach Dublin. Die Konzernführung verbleibt jedoch in London.

## Sponsoraktivitäten
Seit dem Jahr 2009 war Aon Trikotsponsor des englischen Fußballclubs Manchester United und wurde zur Saison 2014/2015 von Chevrolet abgelöst.
Außerdem war das Unternehmen zwischen 2009 und 2012 Titelsponsor des Teams Arena Motorsport in der BTCC und WTCC, das fortan unter dem Namen Team Aon antrat.